# Baqên
Baqên (chữ Tạng: སྦྲ་ཆེན་རྫོང་; Wylie: sbra chen rdzong; ZWPY: Baqên Zong; giản thể: 巴青县，; phồn thể: 巴青縣; bính âm: Bāqīng Xiàn, Hán Việt: Ba Thanh huyện) là một huyện của địa khu Nagqu (Na Khúc), khu tự trị Tây Tạng, Trung Quốc. Huyện nằm ở phía đông bắc của khu tự trị và có ranh giới với tỉnh Thanh Hải.

### Trấn
- Nhã An (雅安镇)
- Lạp Tây (拉西镇)
- Trát Sắc (扎色镇)

### Hương
| - Giang Miên (江绵乡) - Cương Thiết (岗切乡) - Ba Thanh (巴青乡) - A Tú (阿秀乡) | - Mã Như (玛如乡) - Bản Tháp (本塔乡) - Cống Nhật (贡日乡) |